# Rupert Grint
Rupert Alexander Grint (Harlow, Engleska, 24. kolovoza 1988.), engleski glumac najpoznatiji po ulozi Rona Weasleyja.
Rupert je najstariji od petoro djece Nigela Grinta i Jo Parsons (ima jednog brata i tri sestre). Ulogu Rona dobio je repajući tekst iz knjige. Osim u Harryju Potteru, Rupert je glumio u filmu Thunderpants (2002). Njegovi su najdraži glumci Jim Carrey i Mike Myers. Rupert jako dobro igra golf, boji se paukova (baš kao i Ron), najdraža mu je životinja deva, a najdraži mobitel Motorola v3.
| Godina | Naslov                             | Uloga       | Bilješke |
| ------ | ---------------------------------- | ----------- | -------- |
| 2014   | Poštar Pat                         | Josh        | Glas     |
| 2012   | Bijela pustolovina                 |             |          |
| 2011   | Harry Potter i Darovi smrti 2. dio | Ron Weasley |          |
| 2010   | Harry Potter i Darovi smrti 1. dio | Ron Weasley |          |
| 2009   | Divlja trojka                      | Malachy     |          |
| 2009   | Harry Potter i Princ miješane krvi | Ron Weasley |          |
| 2007   | Harry Potter i Red feniksa         | Ron Weasley |          |
| 2005   | Harry Potter i Plameni pehar       | Ron Weasley |          |
| 2004   | Harry Potter i Zatočenik Azkabana  | Ron Weasley |          |
| 2002   | Harry Potter i Odaja tajni         | Ron Weasley |          |
| 2001   | Harry Potter i Kamen mudraca       | Ron Weasley |          |